# Karl Friedrich Benkowitz
Karl Friedrich Benkowitz (* 1764 in Uelzen; † 1807 in Glogau) war ein deutscher Schriftsteller und Publizist. Sein 1801 erschienenes Stück Die Jubelfeier der Hölle, oder Faust der jüngere zählt zu den bedeutenden Faustdichtungen.
Als Lyriker ist Benkowitz heute noch mit seinem religionskritischen Gedicht über die Frömmigkeit bekannt:
Warum mag Lina doch so gern zur Kirche gehn?
Man sagt, es soll aus Eitelkeit geschehn,
„damit man dort an ihr was zu bewundern find“.
Doch unrecht tut man ihr, und es gebeut die Pflicht,
dass man der Läst’rung widerspricht.
Sie hat dazu ganz andere Gründe:
Sie will durch Frömmigkeit, in Worten und in Mienen,
vom Herrn sich einen Mann verdienen.

## Schriften
- Der Orang-Outang in Europa oder der Pohle, nach seiner wahren Beschaffenheit. Californien [i.e. Berlin] 1780 (Digitalisat)
- Erzählungen und Gedichte. Göttingen 1788
- Ein Gegenstück zu Schillers Götter Griechenlands. 1789
- Robert, der einsame Bewohner einer Insel im Südmeer : ein Robinson für Erwachsene. Halle 1793–1798
- mit Carl Bach: Der Torso. Eine Zeitschrift der alten und neuen Kunst gewidmet. 1. Band, Korn, Breslau 1796/98 (mehr nicht erschienen; Digitalisat).
- Der Zauberer Angelion in Elis : eine Geschichte seltsamen Inhalts. Wien 1798
- Der Westphälische Robinson, oder der seltsame Mann in Wesel. Halle 1799
- Merkwürdige Rechtsfälle, Revolutionsscenen, Wunder und gebrandmarkte Heldenrollen : aus dem Alterthume. Berlin 1799
- Helios der Titan oder Rom und Neapel. Leipzig 1803
- Reise von Glogau nach Sorrent, über Breslau, Wien, Triest, Venedig, Bologna, Florenz, Rom und Neapel.3 Teile, Maurer, Berlin 1803/04
- Das italienische Kabinet oder Merkwürdigkeiten aus Rom und Neapel. Leipzig 1804
- Hilarion oder das Buch der Freude. Leipzig 1804
- Abbadona, ein Buch für Leidende. Leipzig 1804
- Reisen von Neapel in die umliegenden Gegenden. Berlin 1806
- Geschichte eines afrikanischen Affen namens Lav Muley Hassan, ehemals Arouet Voltaire genannt. Berlin 1807
- Kriegs-Scenen seit dem 10ten October 1806. Leipzig 1807